# Stearman XA-21
El Stearman XA-21 (Model X-100) fue un contendiente en una competición del Cuerpo Aéreo del Ejército de los Estados Unidos por un avión de ataque bimotor que condujo (tras ser rediseñados) a los Douglas A-20 Havoc, Martin A-22 Maryland y North American B-25 Mitchell.

## Diseño y desarrollo
El X-100, designado XA-21 tras su compra por el Cuerpo Aéreo del Ejército, era un monoplano bimotor de ala alta de construcción enteramente metálica. Su diseño inicial presentaba una disposición poco usual de "cabina sin escalonado", muy parecida a la de la mayoría de los bombarderos alemanes de la Segunda Guerra Mundial diseñados en los años de guerra desde el He 111P en adelante, con una aerodinámica cubierta de invernadero muy enmarcada cubriendo ambos puestos del piloto y del bombardero.

## Historia operacional

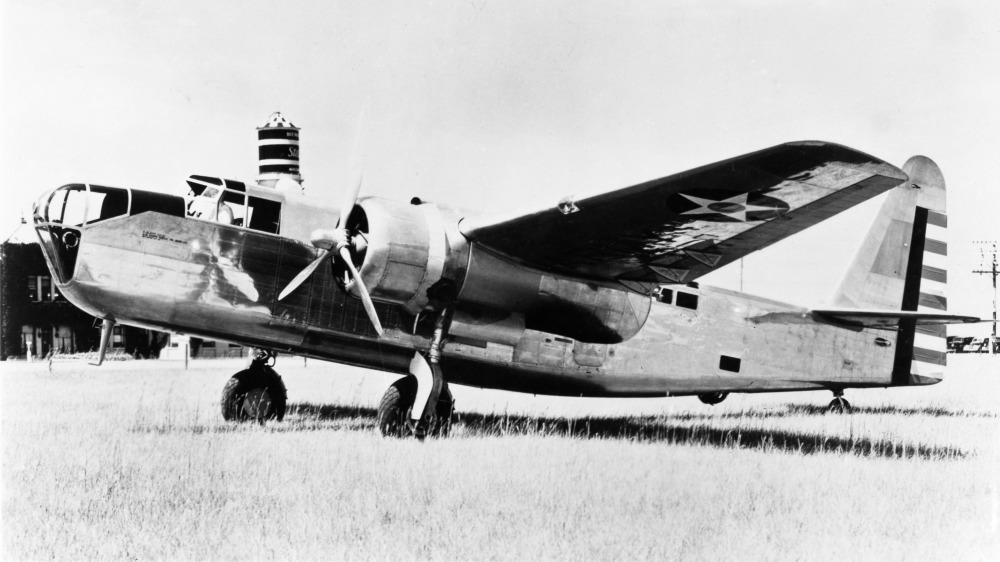
Stearman XA-21 en tierra.

El XA-21 fue probado primero con la aerodinámica cubierta, pero se encontró que esta configuración restringía la visión delantera del piloto, y el avión fue reconstruido con una estructura convencional (escalonada) de morro y cabina. Aunque este cambio en la cabina no afectó significativamente a las prestaciones, el avión no fue puesto en producción.
El único XA-21 tenía la matrícula 40-191.

## Operadores
Estados Unidos
- Cuerpo Aéreo del Ejército de los Estados Unidos

## Especificaciones
Referencia datos: Museum of the United States Air Force

### Características generales
- Tripulación: Tres
- Longitud: 16,2 m (53,1 ft)
- Envergadura: 19,8 m (65 ft)
- Altura: 4,3 m (14,2 ft)
- Superficie alar: 56,4 m² (607 ft²)
- Peso vacío: 5789 kg (12 759 lb)
- Peso cargado: 8269 kg (18 224,9 lb)
- Peso útil: 2520 kg (5554,1 lb)
- Planta motriz: 2× motor radial de 14 cilindros en dos filas refrigerado por aire Pratt & Whitney R-2180-7 Twin Hornet.
  - Potencia: 1030 kW (1420 HP; 1401 CV) cada uno.

### Rendimiento
- Velocidad máxima operativa (Vno): 414 km/h (257 MPH; 224 kt)
- Velocidad crucero (Vc): 322 km/h (200 MPH; 174 kt)
- Carga alar: 147 kg/m² (30,1 lb/ft²)
- Potencia/peso: 250 W/kg (0,15 hp/lb)

### Armamento
- Ametralladoras: 

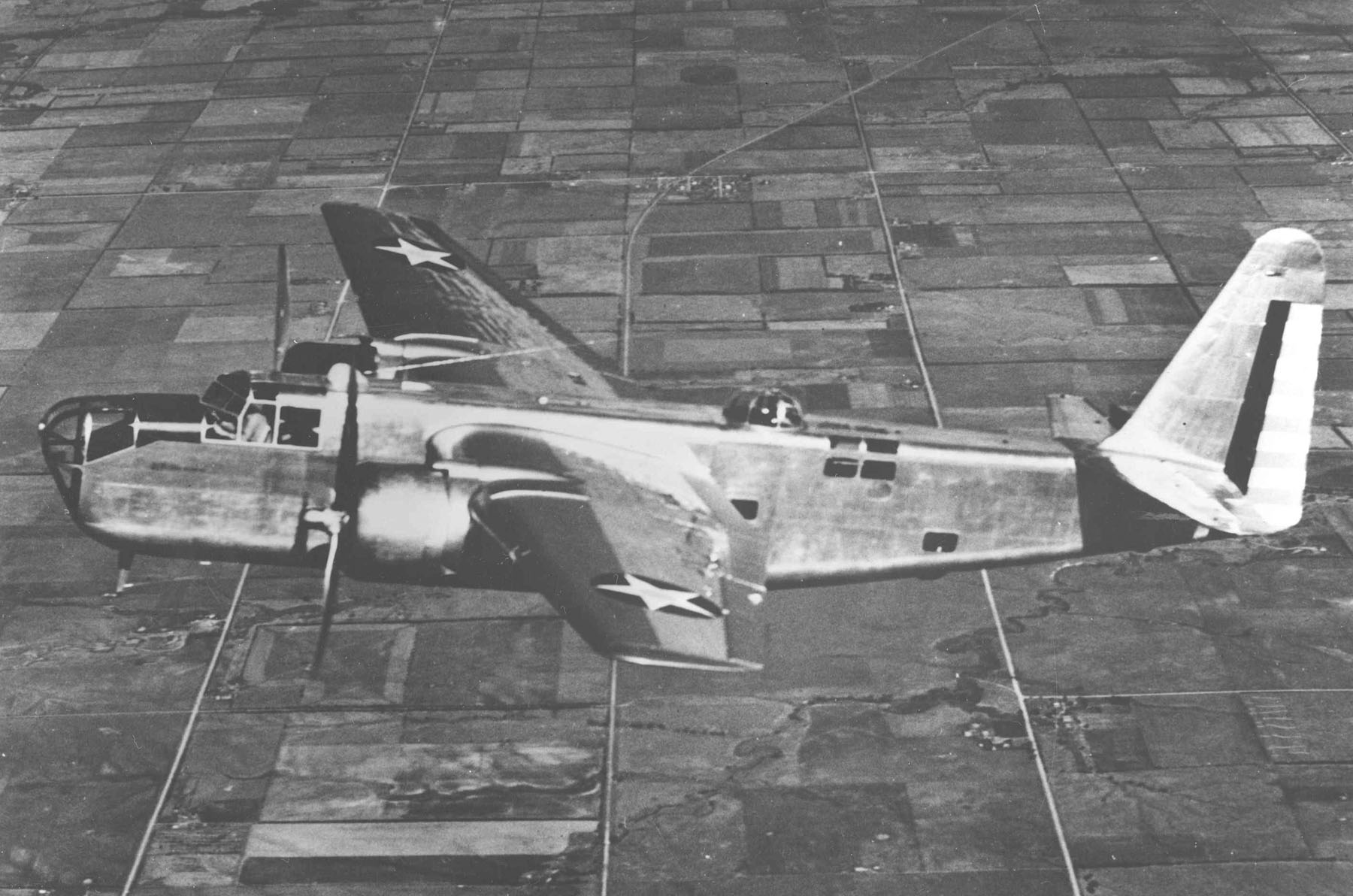
En vuelo.

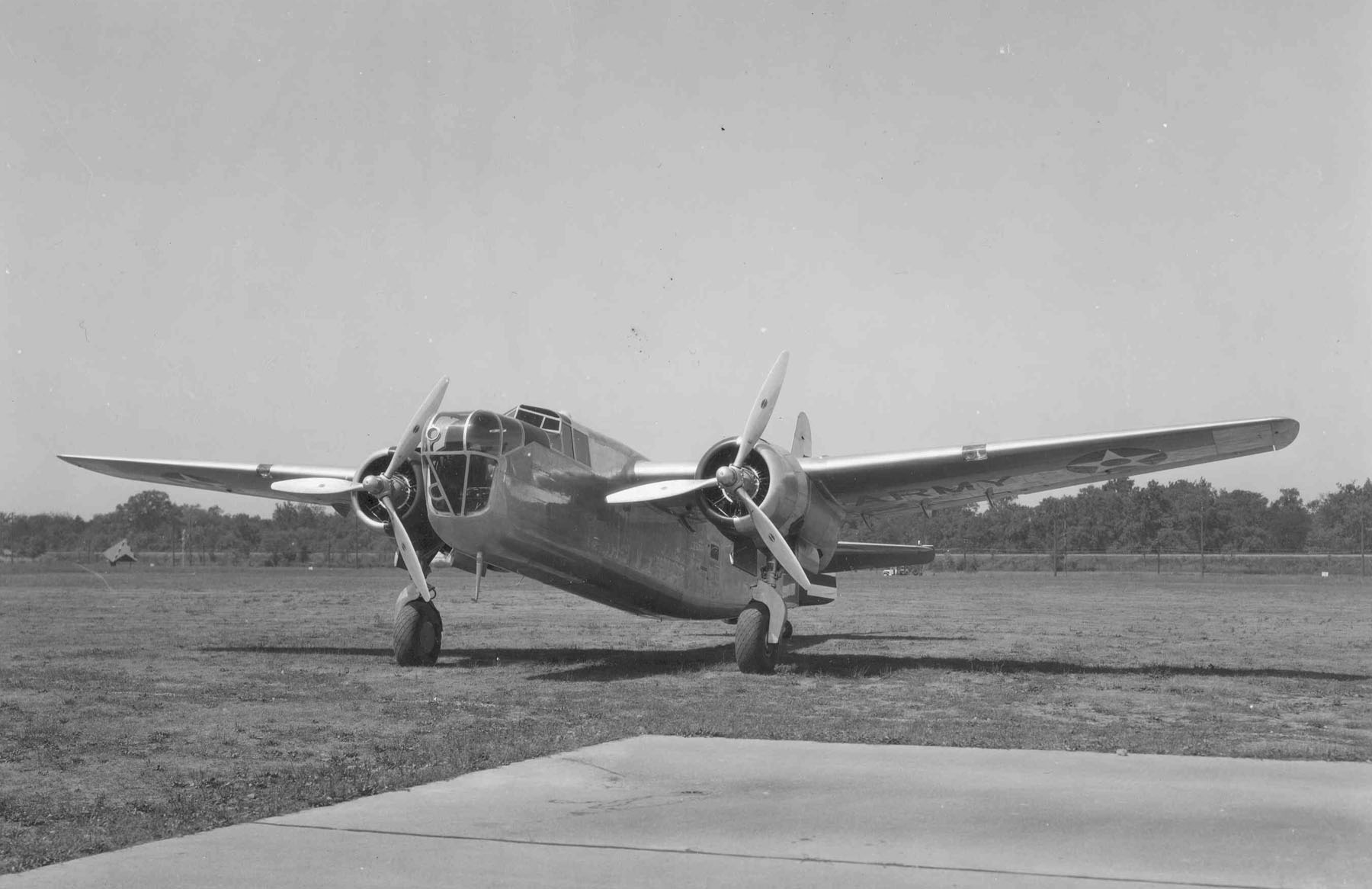
Vista frontal.

  - 4x M1919 de 7,62 mm de tiro frontal en las alas
  - 1 de 7,62 mm montada en el morro
  - 4 de 7,62 mm de tiro trasero
- Bombas: 

  - 1200 kg

## Aeronaves relacionadas

### Aeronaves similares
- Junkers Ju 88
- Bristol Blenheim

### Secuencias de designación
- Secuencia Alfanumérica (interna de Stearman): ← X-85 - X-90 - X-91 - X-100 - X-120 - 200
- Secuencia A-_ (Aviones de Ataque del USAAS/USAAC/USAAF, 1924-1947): ← A-18 - A-19 - A-20 - A-21 - A-22 - A-23 - A-24 →